# Azazel: Book of Angels Volume 2
Azazel: Book of Angels, Volume 2 è un album in studio del gruppo musicale fusion statunitense Masada String Trio, contenente 13 delle 316 composizioni del compositore jazz statunitense John Zorn provenienti dal libro delle composizioni Book of Angels. Fu pubblicato il 18 ottobre 2005 dalla Tzadik Records.

## Tracce
Musiche di John Zorn.
1. Tufiel (19° composizione) – 6:22
2. Mibi (148° composizione) – 1:52
3. Tabaet (211° composizione) – 6:46
4. Symnay (149° composizione) – 5:23
5. Mastema (294° composizione) – 6:39
6. Bethor (243° composizione) – 5:25
7. Uriel (265° composizione) – 4:37
8. Gurid (159° composizione) – 1:52
9. Gazriel (88° composizione) – 4:04
10. Azazel (254° composizione) – 5:26
11. Rsassiel (50° composizione) – 2:38
12. Garzanal (121° composizione) – 5:21
13. Ahiel (41° composizione) – 3:47

Durata totale: 60:12

## Formazione
- John Zorn – produzione, arrangiatore, direzione
- Greg Cohen – contrabbasso
- Mark Feldman – violino
- Erik Friedlander – violoncello